# Adidas International 2001 - Doppio femminile
Il doppio femminile  dell'Adidas International 2001 è stato un torneo di tennis facente parte del WTA Tour 2001.
Julie Halard-Decugis e Ai Sugiyama erano le detentrici del titolo, ma quest'anno non hanno partecipato.
Anna Kurnikova e Barbara Schett hanno battuto in finale 6–2, 7–5  Lisa Raymond e Rennae Stubbs.

## Teste di serie
1. Lisa Raymond /  Rennae Stubbs (finale)
2. Anna Kurnikova /  Barbara Schett (campioni)
3. Lindsay Davenport /  Corina Morariu (quarti di finale)
4. Amanda Coetzer /  Kimberly Po (semifinali)

## Tabellone

### Legenda
| - Q = Qualificato - WC = Wild card - LL = Lucky loser | - ALT = Alternate - SE = Special Exempt - PR = Protected Ranking | - w/o = Walkover - r = Ritirato - d = Squalificato |